# Zephyrosaurus
A Zephyrosaurus (jelentése 'nyugati szél gyík') a hypsilophodontida ornithopoda dinoszauruszok egyik neme. Egy részleges koponyán és a koponya alatti csontváz töredékein alapul, melyeket a késő kréta korban, az apti–albai korszakban keletkezett Cloverly-formációban, a Montana állambeli Carbon megyében fedeztek fel. A később talált maradványok még leírásra várnak, emellett pedig egyes Marylandben és Virginiában talált lábnyomokat is e nemnek tulajdonítanak.

## Anatómia

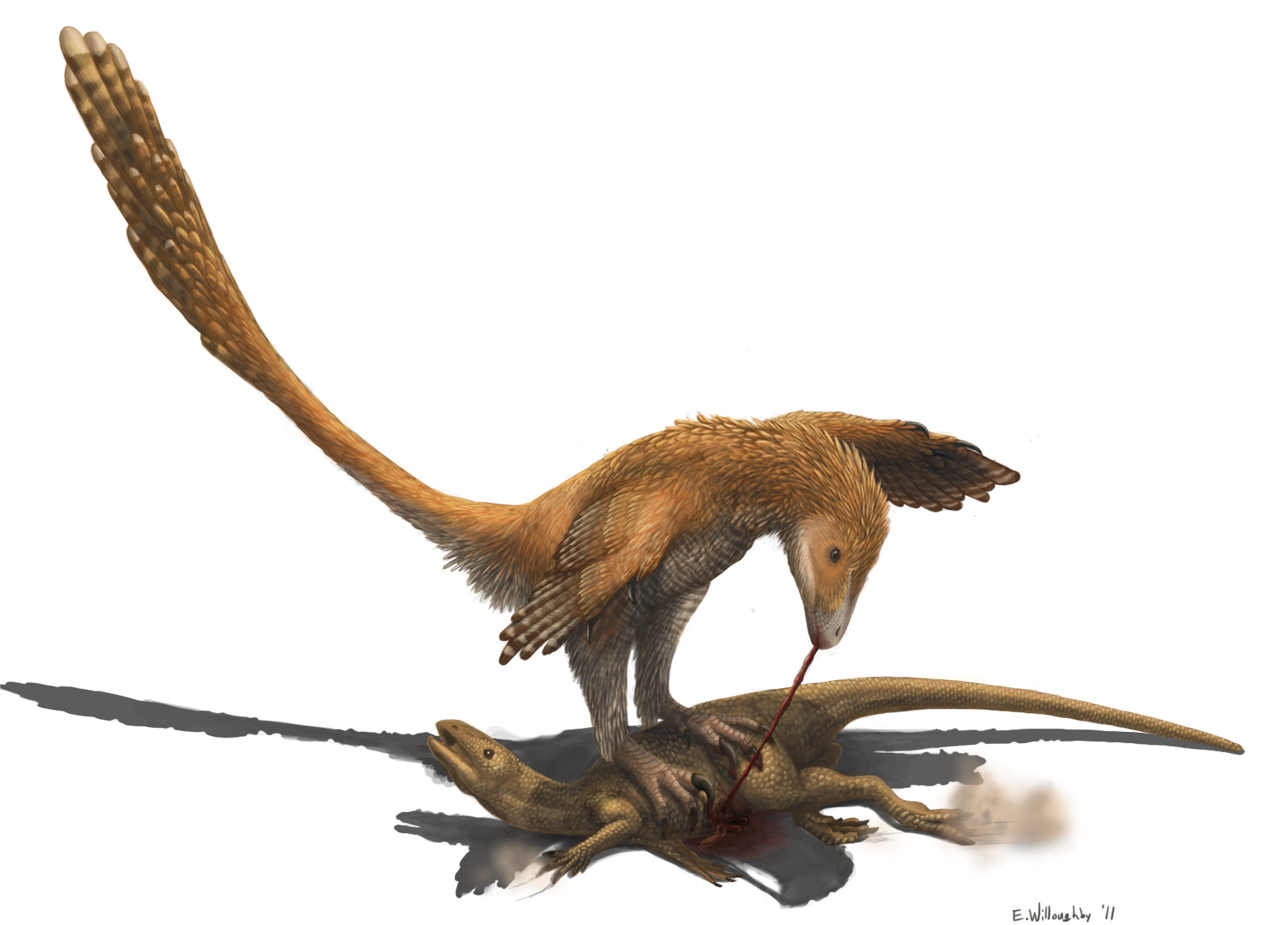
Deinonychus + Zephyrosaurus

A Zephyrosaurus még csak nagyon hiányosan ismert. Az egyedi tulajdonságok között meredek arccal, a felső állcsontján púppal, a járomcsontján pedig egy nagyobb csomóval rendelkezett. Feltételezhető, hogy a koponya csontjainak egy része lehetővé tette az elmozdulást. Más hypsilophodontidákhoz hasonlóan a premaxillájában fogak voltak.

## Osztályozás
A Zephyrosaurus és az Orodromeus több tanulmány szerint is közeli rokonságban állnak egymással, főként a pofájukon levő (nem hivatalosan altoid mentolos cukor formájú) dudorok hasonlósága alapján. Más tanulmányok nehezen tudják besorolni az eredeti leletanyag hiányossága miatt. Az Oryctodromeus szintén a Zephyrosaurushoz és az Orodromeushoz hasonló tulajdonságokkal rendelkezett, melyek egy része az ásáshoz kapcsolódhat. Ezáltal lehetséges, hogy Montana területén a középső és késő kréta korok idején egy ásó hypsilophodontida klád élt.

## Felfedezés és történet
Hans-Dieter Sues az új nem nevével a fosszília felfedezőjére C. R. Schaffra és a lelőhelyre, Észak-Amerika nyugati részére kívánt utalni. Az MCZ 4392 azonosítójú lelet, a holotípus példány egy állcsont töredékeiből, az agyüregből és a kapcsolódó csontokból, néhány részleges csigolyából és bordatöredékből áll. Névadója úgy ítélte meg, hogy az új nem a hypsilophodontidák egy korábban ismeretlen fejlődési ágát képviseli, és hogy valamelyest hasonlít a Hypsilophodonra.
A lelet töredékes természete és a további maradványok hiánya miatt a Zephyrosaurus kezdetben nem sok figyelmet kapott, később azonban két esemény is növelte az ismertségét. Először 2003-ban Martha Kutter egy írásában arról számolt be, hogy a nemhez tartozó új maradványokon, legalább hét, a test valamennyi részéről származó csontokból álló példányokon folytat vizsgálatokat a Sam Noble Oklahomai Természetrajzi Múzeumban (Sam Noble Oklahoma Museum of Natural History).
Ezután Stanford és szerzőtársai (2004-ben) Maryland és Virginia területén, a Patuxent-formációban talált dinoszaurusz lábnyomokról számoltak be, melyeknek a Hypsiloichnus marylandicus nevet adták, egy, az állat bőréről készült lenyomatot pedig a kéz és a láb arányai alapján a Zephyrosaurusénak tulajdonítottak.

## Ősbiológia
A Zephyrosaurus kisméretű, gyors, két lábon járó növényevő volt. Az Orodromeushoz és az Oryctodromeushoz hasonlóan feltehetően szintén ásó életmódot folytatott.

## Fordítás
- Ez a szócikk részben vagy egészben a Zephyrosaurus című angol Wikipédia-szócikk ezen változatának fordításán alapul.  Az eredeti cikk szerkesztőit annak laptörténete sorolja fel. Ez a jelzés csupán a megfogalmazás eredetét és a szerzői jogokat jelzi, nem szolgál a cikkben szereplő információk forrásmegjelöléseként.

## Külső hivatkozások
- Dinosaur Footprints in Md. Dinosaur Mailing List. [2007. február 19-i dátummal az eredetiből archiválva]. (Hozzáférés: 2010. július 12.)
- Re: ZEPHYROSAURUS -- Does anyone know of data…?. Dinosaur Mailing List. [2011. november 18-i dátummal az eredetiből archiválva]. (Hozzáférés: 2010. július 12.)
- Photograph of a Hypsiloichnus marylandicus footprint. The Paleontology Portal. [2007. szeptember 27-i dátummal az eredetiből archiválva]. (Hozzáférés: 2010. július 12.)
- 'Zephyrosaurus'. The Natural History Museum's Dino Directory. [2006. szeptember 25-i dátummal az eredetiből archiválva]. (Hozzáférés: 2010. július 12.)